# Zalma (Misuri)
Zalma es una villa ubicada en el condado de Bollinger en el estado estadounidense de Misuri. En el Censo de 2010 tenía una población de 122 habitantes y una densidad poblacional de 254,62 personas por km².

## Geografía
Zalma se encuentra ubicada en las coordenadas 37°8′36″N 90°4′45″O / 37.14333, -90.07917. Según la Oficina del Censo de los Estados Unidos, Zalma tiene una superficie total de 0.48 km², de la cual 0.46 km² corresponden a tierra firme y (4.32%) 0.02 km² es agua.

## Demografía
Según el censo de 2010, había 122 personas residiendo en Zalma. La densidad de población era de 254,62 hab./km². De los 122 habitantes, Zalma estaba compuesto por el 100% blancos, el 0% eran afroamericanos, el 0% eran amerindios, el 0% eran asiáticos, el 0% eran isleños del Pacífico, el 0% eran de otras razas y el 0% pertenecían a dos o más razas. Del total de la población el 0.82% eran hispanos o latinos de cualquier raza.